# Platja de Perales
La platja de Perales és una platja natural del municipi de l'Ampolla (Baix Ebre) situada entre el Cap Roig i la Punta de Pinyana, entre la platja del Barranc de Cap Roig, a llevant, i la platja del Cap Roig, a ponent. Té una longitud de 90 metres i una amplada mitjana de 5 metres, formada per sorra fina i còdols. S'hi accedeix pel camí de ronda, que coincideix amb el sender GR-92. No disposa de serveis, només un restaurant proper.